# Big Guido
Michael Santoni Jr. (New York, 20 aprile 1964) è un ex wrestler e attore statunitense.

## Carriera
Ha fatto parte della prima e della sesta incarnazione dello stable di wrestler Full Blooded Italians (F.B.I.).

## Filmografia parziale

### Cinema
- The Hero: Love Story of a Spy, regia di Anil Sharma (2003)
- La mia super ex-ragazza (My Super Ex-Girlfriend), regia di Ivan Reitman (2006)

### Televisione
- L'incredibile Michael (Now and Again) - serie TV, 1 episodio (1999)